# Lillviken
Lillviken är en sjö i Härnösands kommun i Ångermanland och ingår i Gådeåns huvudavrinningsområde. Sjön har en area på 0,0843 kvadratkilometer och ligger 66 meter över havet.

## Delavrinningsområde
Lillviken ingår i det delavrinningsområde (695814-158994) som SMHI kallar för Utloppet av Gussjön. Medelhöjden är 81 meter över havet och ytan är 3,37 kvadratkilometer. Räknas de 15 avrinningsområdena uppströms in blir den ackumulerade arean 77,32 kvadratkilometer. Avrinningsområdets utflöde Gådeån (Helgumsån) mynnar i havet. Avrinningsområdet består mestadels av skog (22 procent), öppen mark (30 procent) och jordbruk (21 procent). Avrinningsområdet har 0,9 kvadratkilometer vattenytor vilket ger det en sjöprocent på 26,5 procent.